# Epifanía (película)
Epifanía es una película dramática colombo-sueca de 2017 dirigida por Óscar Ruiz Navia y Anna Eborn, protagonizada por Cecilia Navia, Juanita Escobar, Cármen Ruiz Navia, Manuk Aukan Mejía Ruiz y Ana María Ruiz Navia. Fue exhibida en importantes eventos como el Festival de Cine de Gotenburgo, el Festival Internacional de Cine de Cartagena y la Muestra Internacional de Cine de Sao Paulo.

## Sinopsis
En la isla sueca de Faro, una mujer debe enfrentarse a la trágica muerte de su madre. En Colombia, una madre es la encargada de un taller de sanación espiritual. En Canadá, una madre va a ser abuela nuevamente. Epifanía narra estas historias paralelas que, aparentemente no tienen relación alguna, pero que están unidas por la luz y la oscuridad.

## Reparto
- Cecilia Navia
- Juanita Escobar
- Cármen Ruiz Navia
- Manuk Aukan Mejía Ruiz
- Ana María Ruiz Navia